# Muqaddima
La Muqaddima (en arabe : المقدمة, al-muqaddima), en français Les Prolégomènes (dès la traduction de De Slane), constitue l'introduction au Discours sur l'histoire universelle de l'historien arabe Ibn Khaldoun, paru en 1377. Cet ouvrage marque l'émergence d'une conception musulmane de l'histoire universelle.

## Originalité de l'ouvrage
Certains penseurs modernes le considèrent comme le premier ouvrage traitant de la philosophie de l'histoire ou, parmi les sciences sociales, de la sociologie, de la démographie, de l'historiographie ainsi que de l'histoire culturelle, ou comme l'un des précurseurs de l'économie moderne dans les temps anciens,,,,,,,,. 
Le travail traite également de la théologie islamique, des sciences naturelles, de la biologie et de la chimie. Ibn Khaldoun a écrit son ouvrage en 1377 comme préface à son premier livre sur l'histoire universelle, Kitab al-ʿIbar (arabe : كتاب العبر, recueil des préceptes), mais déjà de son vivant, la Muqaddima fut considérée comme une œuvre indépendante.
Sa théorie du changement politique et des conflits montre que le développement économique conduit à la destruction des dynasties au pouvoir et que le pouvoir politique dure trois générations et connaît une évolution faite d’essor, d’apogée et de déclin.
Selon Georges Marçais, les Prolégomènes sont « un des ouvrages les plus substantiels et les plus intéressants qu’ait produit l’esprit humain ».

## Sommaire de l'ouvrage
Le sommaire analytique des divisions de la Muqaddima (les Prolégomènes) se structure de la façon suivante :

### Introduction
- Histoire comme science, définition de son objet
- Exposé des principes de l'intelligibilité historique
- Méthodologie de l'historiographie critique

- Première Section : De la civilisation en général.
  - Science du umran, théorie de la sociabilité naturelle
  - Déterminations du milieu et leurs incidences culturelles, géographie physique et humaine
  - Considérations psychosociologiques et ethnologiques : prophétisme, arts divinatoires
- Deuxième Section : De la civilisation chez les nomades et les peuples à demi sauvages, et chez ceux qui se sont organisés en tribus.
  - Éléments d'une ethnologie générale
  - Étude des deux types de groupement humain : de la bédouinité à la citadinité, exposé de psychologie comparée, mouvement dialectique d'une culture
  - Géopolitique : concept d'asabiyya (cohésion et solidarité), fondement d'une dynamique socio-politique
- Troisième Section : Sur les dynasties, la royauté, le khalifat et l’ordre des dignités dans le sultanat.
  - Établissement et exercice du pouvoir (mulk) et de l'autorité spirituelle (khilafa)
  - Dynamique des dynasties, théorie des institutions
- Quatrième Section : Sur les villages, les villes, les cités et autres lieux où se trouvent des populations sédentaires.
  - Phénomène urbain
  - Organisation de la cité politique
  - Économie urbaine
  - Typologie du citadin
  - Dénouement de la asabiyya
- Cinquième Section : Sur les moyens de se procurer la subsistance, sur l’acquisition, les arts et tout ce qui s’y rattache.
  - Industrie humaine
  - Travail, prix, spéculation
  - Classes sociales
- Sixième Section : Des sciences et de leurs diverses espèces  de l’enseignement, de ses méthodes et procédés, et de tout ce qui s’y rattache.
  - Classification des sciences (religieuses, rationnelles, linguistiques)
  - Langage et société, acquisition du langage, pédagogie
  - Disciplines philosophiques et littéraires

## Critique des erreurs des historiens
Ibn Khaldoun commence la Muqaddima par une critique des erreurs régulièrement commises par les historiens contemporains et il analyse les difficultés qui attendent l'historien dans son travail. Il note sept erreurs à éviter :
« 
Tous les écrits, par leur nature même, sont sujets à l'erreur...
1. ...la partialité en une foi ou une opinion...
2. ...l'excès de confiance dans une source unique...
3. ...l'incapacité de comprendre ce qui est prévisible...
4. ...une croyance erronée dans la vérité...
5. ...l'incapacité de placer un événement dans son vrai contexte...
6. ...le désir commun de gagner la faveur de ceux des rangs élevés, en les félicitant, en diffusant leur renommée...
7. ...le plus important est l'ignorance des lois qui gouvernent la transformation de la société humaine. »

En réponse au septième et dernier point, Ibn Khaldoun présente sa théorie de la société humaine.